# Affärssimulationsspel
Affärssimuleringsspel (även kända som tycoon-spel ) är simuleringsspel där ett företags beslut ligger i spelarens händer. Hanteringen av inventarier, kontanter och byggnader måste hanteras för att uppnå målen. Mikrohantering är ofta en viktig del av en affärssimulering.
Affärssimuleringar kan simulera den verkliga världen, vilket gör att genren kan fungera som ett seriöst spel förutom underhållning. Spelet kan användas till exempel vid ledarutbildning. Fördelen med simuleringar är att de uppstår utan återverkningar i den verkliga världen och därför kan experiment utföras fritt.